# 傅時望
傅時望（1541年—？年），字仲瞻，四川夔州府萬縣人，明朝政治人物。

## 生平
隆庆元年（1567年）丁卯科四川鄉試第四十六名舉人，年二十八歲中式隆慶二年（1568年）戊辰科第二甲第七十六名進士。萬曆五年（1577年）任廣西桂林府知府。
十月初二日生，行三，曾祖傅彥瓊；祖傅萬鍾；父傅冠；母杜氏。具慶下，妻孫氏，兄時敏；時敬，弟時亨；時達；時遇。。